# Ameerega yungicola
Ameerega yungicola är en groddjursart som först beskrevs av Lötters, Schmitz och Steffen Reichle 2005.  Ameerega yungicola ingår i släktet Ameerega och familjen pilgiftsgrodor. IUCN kategoriserar arten globalt som livskraftig. Inga underarter finns listade i Catalogue of Life.